# 四倉町
四倉町（よつくらまち）とは、福島県石城郡にあった町。

## 概要
現在のいわき市北東部に位置している。沿岸部は古くから漁業で栄え、明治時代には山間部で八茎鉱山を中心に鉱工業が盛んとなり同時に商業も栄えた。農業は仁井田川流域を中心に稲作などが盛んだった。
2011年3月11日に起きた東日本大震災では海岸域及び海岸沿いに建っている民家などの建物が津波の被害を被った。
震災に伴い四倉海水浴場での遊泳等は禁止されていたが、2013年7月15日の海の日を機に震災から3年ぶりに遊泳が解禁となった。

## 地理
- 山・鉱山・岩：高倉山、三森山、猫鳴山、八茎鉱山(黄銅鉱､磁鉄鉱､灰重石)、勝賀岩(白岩)
- 川・海岸：仁井田川、逢瀬の滝(八茎)、仁

井田浦(横川などの総称)

## 歴史
- 1889年（明治22年）4月1日 - 四ツ倉村が単独町制を施行して磐城郡四ツ倉町発足。
- 1896年（明治29年）4月1日 - 郡の再編により石城郡四ツ倉町となる。
- 1955年（昭和30年）3月10日 - 四ツ倉町・大浦村・大野村が合併し四倉町となる。
- 1966年（昭和41年）10月1日 - 磐城市・内郷市・常磐市・平市・勿来市・小川町・遠野町・久之浜町・大久村・川前村・田人村・三和村・好間村との合併によりいわき市が誕生。

## 交通
鉄道
- 日本国有鉄道 常磐線：四ツ倉駅

道路
- 国道6号

## 観光
- 四倉海水浴場
- 四倉温泉
- 玉山鉱泉
- 白岩鉱泉
- 仁井田浦キャンプ場
- 道の駅よつくら港
- ワンダーファーム

## 遺跡・史跡
- 白岩堀ノ内館遺跡
- 大猿田遺跡
- 戸田条里遺跡
- 玉山古墳
- 御城古墳群
- タタラ山遺跡
- 大久保Ｆ遺跡
- 地引洞窟